# Conde de Évreux
Conde de Évreux era um título nobiliárquico francês nomeado à comuna de Évreux, na Normandia. Foi sucessivamente utilizado pela dinastia normanda, a família Montfort-l'Amaury, os Capetos, bem como a Casa de La-Tour de Auvérnia. O título é hoje usado pelo príncipe Miguel, conde de Évreux, um membro da Casa de Orleães.

## Titulares

Brasão de Armas dos condes de Évreux

Os portadores do título de conde de Évreux são listados da seguinte maneira:

### Casa da Normandia
- 989-1037: Roberto I, conde de Évreux, filho legítimo de Ricardo I da Normandia;[2]
- 1037-1067: Ricardo I, conde de Évreux, filho do anterior;
- 1067-1118: Guilherme I, conde de Évreux, filho do anterior;

### Casa de Montfort-l'Amaury
- 1118-1137: Amalrico III de Monforte, sobrinho materno de Guilherme I de Évreux;
- 1137-1140: Amalrico IV de Monforte, filho do anterior;
- 1140-1181: Simão III de Monforte, irmão do anterior;
- 1181-1182: Amalrico V de Monforte, filho do anterior;
- 1182-1195: Amalrico VI de Monforte, filho do anterior;

Em 1195, o país tornou-se propriedade de João de Inglaterra. Amalrico VI mais tarde foi criado Conde de Gloucester

### Casa de Capeto
- 1298-1319: Luís de Évreux, irmão de Filipe IV de França;
- 1319-1343: Filipe III de Navarra
- 1343-1378: Carlos II de Navarra

Confiscado por Carlos V de França; voltou a Carlos III de Navarra por Carlos VI de França

### Casa de Stewart
- 1427-1429: João Stewart de Darnley

### Casa de La-Tour de Auvérnia
- 1605-1652: Frederico Maurício de La Tour de Auvérnia (nunca usou o título)
- 1641-1721: Godofredo Maurício de La Tour de Auvérnia (nunca usou o título)
- 1668-1730: Emanuel Teodósio de La Tour de Auvérnia (nunca usou o título)
- 1679-1753: Luís Henrique de La Tour de Auvérnia

### Casa de Orleães
- 1941: Miguel, conde de Évreux, Filho da França, Príncipe de Orleães, filho de Henrique de Orleães, Conde de Paris